# Cerco Port Hudson

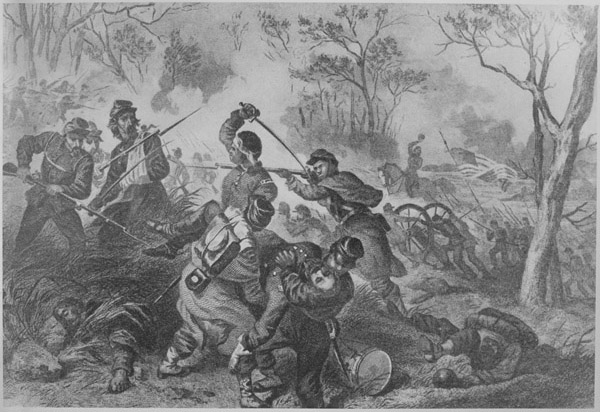
Cerco Port Hudson

O Cerco de Port Hudson foi um episódio da Guerra Civil Americana em que o exército do Norte sob o comando do general Nathaniel Banks ocupou a cidade fortificada de Port Hudson, Louisiana, na margem do rio Mississippi.

## Antecedentes
Desde o início da Guerra Civil, nortistas e sulistas disputaram o controle do rio Mississippi. A Confederação teve que manter o controle para transportar homens e suprimentos essenciais para o esforço de guerra, enquanto a União procurava interromper essa rota crítica de abastecimento cortando o território confederado em dois.
Na primavera de 1862, tendo assumido o controle de Nova Orleans e Memphis, os nortistas concentraram seus esforços nas cidades fortificadas de Vicksburg e Port Hudson, importantes bastiões do sul ao longo do rio Mississippi.
O general da União Grant, comandante do Exército do Tennessee, planejava atingir esses objetivos por meio de uma operação em duas frentes: cerca de metade de suas forças - sob o comando do major-general William Tecumseh Sherman - deveriam avançar para o rio Yazoo na tentativa de chegar a Vicksburg pelo nordeste, enquanto Grant, com o resto do Exército do Tennessee, ele lideraria uma série de expedições para tentar alcançar o rio Mississippi ao sul de Vicksburg.
Ao mesmo tempo, Nathaniel Banks foi enviado para Port Hudson. Em 23 de maio de 1863, Banks derrotou as forças confederadas na Batalha de Plains Store e obteve reforços e cercou Port Hudson com cerca de 40 000 homens.
Dentro da cidade fortificada, o comandante confederado Franklin Gardner, ciente de sua clara inferioridade numérica, esperava manter a posição pelo maior tempo possível enquanto esperava por reforços.

## Cerco

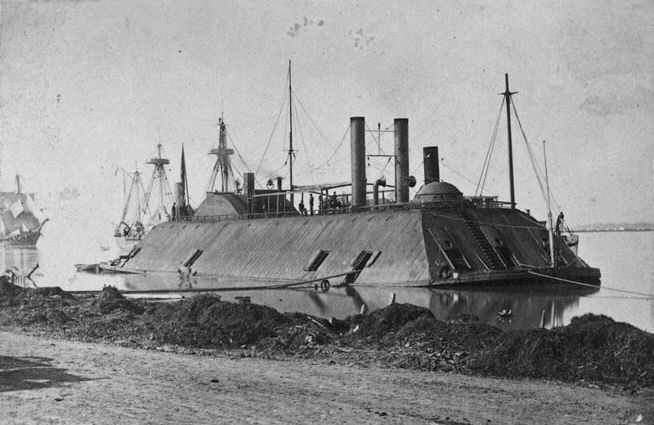
O USS Essex explodiu dois de seus canhões e sofreu 14 acertos em uma curta batalha com os canhões de Port Hudson, em 7 de setembro de 1862.

Na manhã de 27 de maio, Banks ordenou um ataque às linhas fortificadas inimigas, mas o fogo cruzado confederado repeliu a ofensiva. As cargas subsequentes de infantaria e cavalaria da União não tiveram melhor sorte e somente graças ao uso intensivo de artilharia Banks conseguiu obter vantagem, após 48 dias de cerco.

## Consequências
A capitulação de Port Hudson permitiu que a União controlasse a navegação no rio Mississippi, cortando as rotas de comunicação entre os estados orientais da Confederação e os estados ocidentais.